# New England Journal of Medicine
The New England Journal of Medicine (NEJM) er et generelt medicinsk tidsskrift, udgivet af Massachusetts Medical Society, som blev grundlagt i 1812. Tidsskriftet er det generelt medicinske tidsskrift i verden som er mest citeret og regnes som et af verdens mest respekterede medicinske tidsskrifter.

## Redaktører
- Walter Prentice Bowers, 1921–1937
- Robert Nason Nye, 1937–1947
- Joseph Garland, 1947–1967
- Franz J. Ingelfinger, 1967–1977
- Arnold S. Relman, 1977–1991
- Jerome P. Kassirer, 1991–1999
- Marcia Angell, 1999–2000
- Jeffrey M. Drazen, 2000-